# Felisberto Caldeira Brant Pontes
Felisberto Caldeira Brant Pontes, segundo visconde com grandeza de Barbacena, (Salvador, 20 de julho de 1802 — Rio de Janeiro, 28 de maio de 1906) foi um político brasileiro. Era filho de Felisberto Caldeira Brant Pontes de Oliveira Horta, marquês de Barbacena. Foi casado com Augusta Isabel Kirckhoefer, viscondessa consorte de Barbacena.
Foi presidente da província do Rio de Janeiro entre 7 de junho e 12 de outubro de 1848, e em Santa Catarina recebeu concessão para a construção da Estrada de Ferro Donna Thereza Christina (EFDTC), inaugurada em 1884.